# Il caso Moro
Il caso Moro és una pel·lícula de 1986 dirigida per Giuseppe Ferrara, amb un guió extret del llibre I giorni dell'ira. Il caso Moro senza censure, de Robert Katz, publicat en 1982. Katz és coautor del guió. Va ser la primera pel·lícula a narrar el segrest i mort de l'estadista italià Aldo Moro, amb la interpretació del paper protagonista confiada a Gian Maria Volonté. La pel·lícula vol ser neutral i reflecteix l'estat d'ànim del protagonista seguint les cartes escrites de pròpia mà.

## Argument
La pel·lícula recorre cronològicament els 55 dies del segrest d'Aldo Moro: des de la matança a la via Fani fins al descobriment del cos del president de la Democràcia Cristiana a la via Caetani. La pel·lícula mostra els fets que van caracteritzar aquells dies; no hi ha referències conspiratòries a hipòtesis sorgides només els anys següents, com per exemple la presència d'un agent del SISMI prop de via Fani el matí de l'emboscada i els contactes entre l'Estat i les organitzacions criminals (Camorra, banda Magliana, aquest per a un altre encara de moda el 1986) per a la identificació de la presó de Moro. També hi ha algunes opcions artístiques en contrast amb la realitat històrica establerta, com la no utilització de passamuntanyes per part dels membres de les Brigades Roges i la figura de Don Stefani entrant a l'amagatall de la BR, cosa que mai va passar.

## Repartiment
- Gian Maria Volonté com a Aldo Moro
- Mattia Sbragia com a 1r brigadista
- Bruno Zanin com a 2n brigadista
- Consuelo Ferrara com a 3a Brigadista
- Enrica Maria Modugno com a 4t Brigadista
- Enrica Rosso com a 5a Brigadista
- Maurizio Donadoni com a 6è brigadista
- Stefano Abbati com a 7è brigadista
- Danilo Mattei com a 8è brigadista
- Massimo Tede com a 9è brigadista
- Francesco Capitano com a 10è brigadista
- Margarita Lozano com a Nora Moro
- Sergio Rubini com a Giovanni Moro
- Daniela De Silva com a Maria Fida Moro
- Emanuela Taschini com Anna Moro

## Producció
Les escenes de l'atac de les forces de l'ordre que suposadament va tenir lloc al poble de Gradoli (on segons les indicacions aportades per una sessió s'havia adonat que l'honorable Aldo Moro estava detingut) van ser filmades a Campagnano des de Roma.

## Distribució
La pel·lícula es va estrenar al circuit de cinema italià el 20 de novembre de 1986.
La pel·lícula va ser emesa a Canale 5 el 9 de maig de 1988 a les 20:30, amb motiu del desè aniversari de l'assassinat de l'estadista demòcrata-cristià; l'emissió de la pel·lícula va ser seguida a Rete 4 per un especial periodístic titulat Caso Moro, per al cicle Cinema cronaca, editat per Giorgio Medail.

## Reconeixements
- 37è Festival Internacional de Cinema de Berlín 1987
  - Os de Plata a la millor interpretació masculina (Gian Maria Volontè)[5]
- Ciak d'oro 1987
  - Nominació  Millor actor secundari (Mattia Sbragia)
  - Nominació Millor actriu secundària (Enrica Maria Modugno)
  - Nominació millor guió (Giuseppe Ferrara, Armenia Balducci, Robert Katz)
  - Nominació Millor edició (Roberto Perpignani)